# Laura Jacquemoud-Rossari
Laura Jacquemoud-Rossari (* 28. Februar 1957 in Genf) ist eine Schweizer Richterin. Seit 2007 ist sie Richterin am Bundesgericht.

## Leben und Wirken
Jacquemoud-Rossari studierte Rechtswissenschaften an Universität Genf, wo sie auch ihr Lizenziat erwarb. 1982 wurde sie im Kanton Genf zur Rechtsanwaltschaft zugelassen und praktizierte in der Folge bis 1984 als Rechtsanwältin. Anschließend trat sie in den Schweizer Staatsdienst ein und wurde zunächst bei der Generalstaatsanwaltschaft im Kanton Genf eingesetzt. Von 1986 bis 1989 war sie als Untersuchungsrichterin tätig und wechselte 1989 in Genf an das Miet- und Pachtgericht und das Polizeigericht. Ab 1990 war Jacquemoud-Rossari in Genf Richterin am Gericht erster Instanz und ab Juni 1996 Richterin am Genfer Gerichtshof. Ab 2005 war sie die Präsidentin dieses Gerichtshofs. Am 19. Dezember 2007 wurde Jacquemoud-Rossari für Die Mitte zur Richterin am Bundesgericht gewählt. Seit 2021 ist sie dort die Präsidentin der strafrechtlichen Abteilung. Sie behielt diese Stellung auch nach der Neuorganisation des Gerichts und der damit verbundenen Schaffung einer zweiten strafrechtlichen Abteilung.